# جيني باورز
جيني باورز (بالإنجليزية: Jenny Powers)‏ هي مغنية وممثلة أمريكية، ولدت في 29 أغسطس 1979 في Andover, Massachusetts ‏ في الولايات المتحدة.

## وصلات خارجية
- الموقع الرسمي
- جيني باورز على موقع IMDb (الإنجليزية)
- جيني باورز على موقع قاعدة بيانات برودواي على الإنترنت (الإنجليزية)
- جيني باورز على موقع قاعدة بيانات الفيلم (الإنجليزية)